# Zdręczno (jezioro w Kotlinie Gorzowskiej)
Zdręczno – jezioro w woj. wielkopolskim, w powiecie czarnkowsko-trzcianeckim, w gminie Wieleń, leżące na terenie Kotlinie Gorzowskiej.

## Dane morfometryczne
Powierzchnia zwierciadła wody według różnych źródeł wynosi od 4,7 ha do 5,28 ha (lustra wody) lub 6,26 ha (ogólna).
Zwierciadło wody położone jest na wysokości 54,9 m n.p.m.

## Hydronimia
Według urzędowego spisu opracowanego przez Komisję Nazw Miejscowości i Obiektów Fizjograficznych (KNMiOF) nazwa tego jeziora to Zdręczno.